# Hetaerina brightwelli
Hetaerina brightwelli är en trollsländeart som först beskrevs av Kirby 1825.  Hetaerina brightwelli ingår i släktet Hetaerina och familjen jungfrusländor. Inga underarter finns listade i Catalogue of Life.